# Hydriomena baueri
Hydriomena baueri är en fjärilsart som beskrevs av Mcdunnough 1954. Hydriomena baueri ingår i släktet Hydriomena och familjen mätare. Inga underarter finns listade i Catalogue of Life.